# عروة معدنية

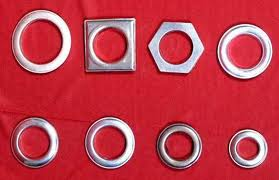
حلقات ستائر تستخدم مثلًا في ستائر المُستَحمّ

العُروة المعدنية أو الحَلْقة المثبتة حلقة أو شريط حافة يُدخل في ثقب في مادة رقيقة مثل النسيج أو صفيحة معدنية أو مركب من ألياف الكربون أو الخشب أو قرص العسل. تكون الحلقات بشكل عام مُجرَّسة أو مطوقة على كل جانب لإبقائها في مكانها وتصنع من الفلز أو اللدائن أو المطاط. يمكن استخدامها لمنع تمزق أو تآكل المادة المثقوبة أو للحماية من تآكل العزل على سلك أو كبل أووالخط الذي يوجه من خلال الاختراق ولتغطية الحواف الحادة للثقب أو كل ما سبق.

## الصور

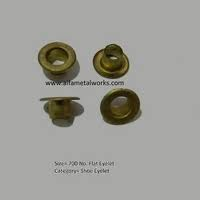
حلقات أو عُرى لنحاسية
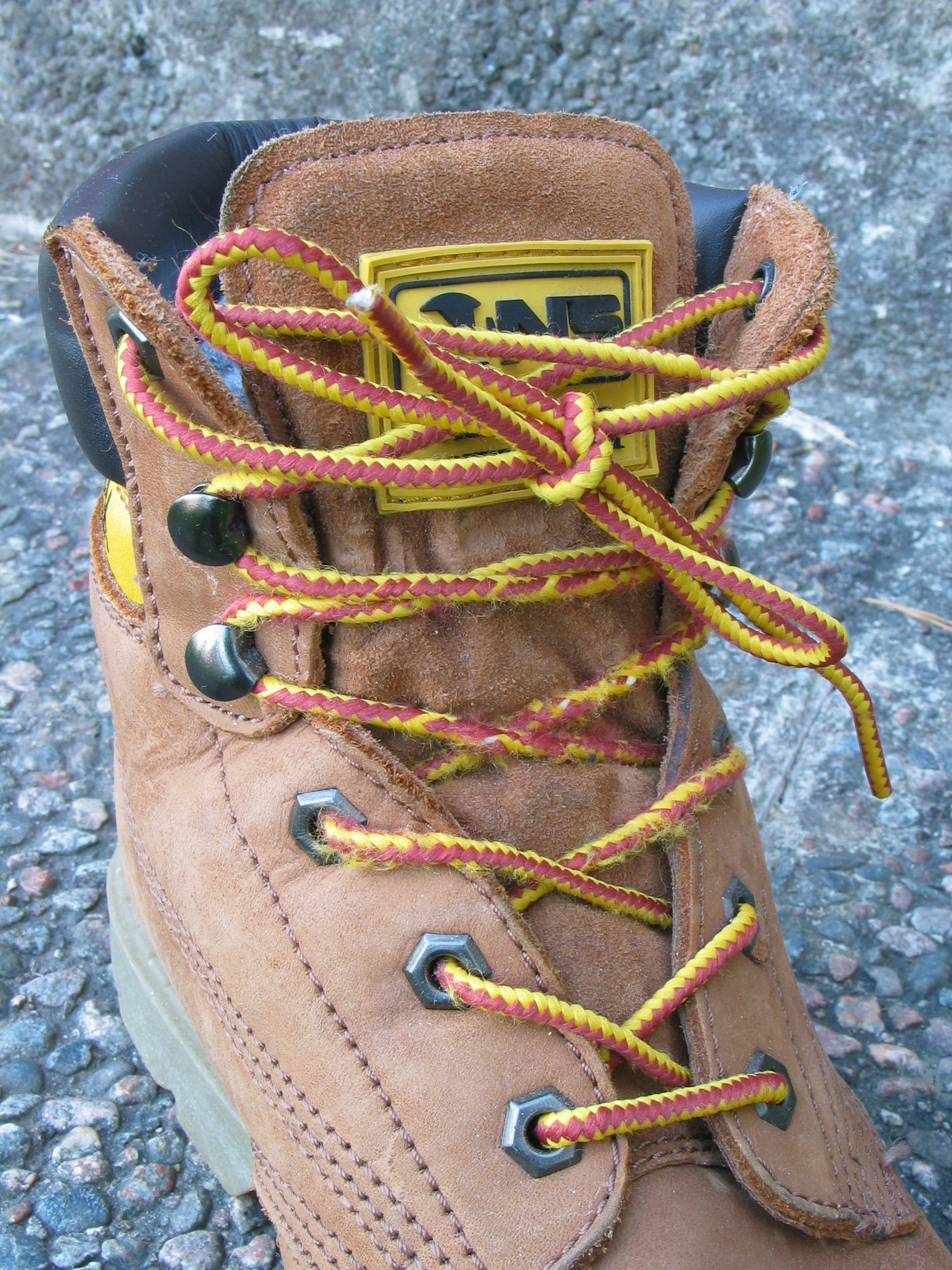
حذاء جبلي ذو 6 ثقوب و4 خطافات تليها فتحتان إضافيتان
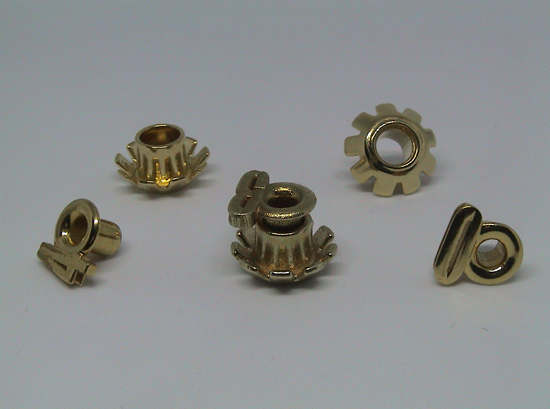